# Proterosydne arborea
Proterosydne arborea är en insektsart som beskrevs av George Willis Kirkaldy 1907. Proterosydne arborea ingår i släktet Proterosydne och familjen sporrstritar. Inga underarter finns listade i Catalogue of Life.